# 静安中环公园
静安中环公园是位于中國上海市静安区中环汶水路與共和新路立交桥下的公園，紧邻汶水路地铁站，总占地面积约7.8万平方米。該公園被汶水路和共和新路分隔为四块绿地。
公园原本是立交橋下的一塊绿地。2017年6月，該綠地开始施工建设，2018年2月建成开放，2019年纳入上海城市公园名录。
公园为开放式休闲公园，分为春、夏、秋、冬四个景观园，分别以樱花、合欢、槭树、梅花作为植物代表，景致各异，另有总长2.5公里的健身绿道。同时，公园还引入海绵城市设计理念，对场地雨水净化循环再利用。